# 小平市立小平第六小学校
小平市立第六小学校（こだいらしりつ だいろくしょうがっこう）は、東京都小平市小川東町にある市立の小学校。各学年3クラス(一学年は4クラス)、児童数は569名。
特別教室の一部を地域に開放しているほか、最上階に見学塔を設けるなど、地域の公共施設としての役割も担っている。

## 沿革

### 経緯
徒歩5分の距離にあるブリヂストン東京工場の従業員の子どものために、1958年（昭和33年）ブリヂストンの寄付により小平町立第一小学校の分校として開校した。現在でも保護者の約5分の1がブリヂストン関連に勤めている。
1991年（平成3年）、建設後30年以上が経過した校舎の建て替えの検討が始まり、1997年（平成9年）に新校舎が完成した。

### 年表
- 1958年11月 - 小平町立小平第一小学校の分校として開校。開校祝典挙行。
- 1960年4月 - 小平町立小平第六小学校として創立、開校式。
- 1960年10月 - 校章決定。
- 1963年2月 - 校歌制定。
- 1973年4月 - 小平市立小川東小学校を分離。
- 1994年11月 - 校舎改築のための解体工事開始。
- 1995年9月 - 校舎移転のため仮設校舎の使用開始。
- 1997年7月 - 新校舎完成。
- 1997年9月 - 新校舎で授業開始、校舎棟竣工記念式典記念祝賀会挙行。
- 2001年4月 - 小平市立小川東小学校と統合。

## 教育方針
- 元気でじょうぶな子 - 遊びいっぱい 歌声いっぱい
- よく考えてやりぬく子 - 読書いっぱい 発言いっぱい
- 仲よくできる子 - 挨拶いっぱい 花いっぱい
- 進んで働く子 - 汗いっぱい

## 学区
学区は、小川東町1 - 5丁目と小川西町4丁目の全域、小川西町3丁目の一部（富士見通り以東）である。小川西町3丁目の8・9番は調整区域となっており、小平市立小平第十三小学校も選択することができる。

## 交通
- 西武拝島線・西武国分寺線 小川駅から徒歩7分
- JR武蔵野線 新小平駅から徒歩12分